# World Athletics Cross Country Tour
Il World Athletics Cross Country Tour, è una competizione annuale di corsa campestre organizzata World Athletics, che consiste in un calendario di meeting internazionali da svolgersi nella stagione invernale.
La prima edizione si è tenuta nel 2021-2022 e ha sostituito il IAAF Cross Country Permit Meetings nato nel 1999. 
A partire dai Campionati mondiali di atletica leggera 2023, il Cross Country Tour e le classifiche di corsa campestre fanno parte del percorso di qualificazione per la gara dei 10000 metri piani ai campionati e alle Olimpiadi. I primi otto uomini e le prime otto donne nelle classifiche di corsa campestre, che non sono già qualificati tramite lo standard di ingresso o la classifica mondiale dei 10000 m, sono automaticamente qualificati.
Il Cross Country Tour è diviso in tre livelli: Gold, Silver e Bronze.

## Edizioni
| Nº | Anno      | Data inizio       | Data fine        | Meeting | Gold | Silver | Bronze | Note  |
| -- | --------- | ----------------- | ---------------- | ------- | ---- | ------ | ------ | ----- |
| 1  | 2021-2022 | 25 settembre 2021 | 6 marzo 2022     | 22      | 15   | 3      | 4      | [ 3 ] |
| 2  | 2022-2023 | 24 settembre 2022 | 26 febbraio 2023 | 24      | 17   | 5      | 2      | [ 4 ] |
| 3  | 2023-2024 | 23 settembre 2023 | 16 marzo 2024    | 26      | 13   | 7      | 6      | [ 5 ] |
| 4  | 2024-2025 | 28 settembre 2024 | 2 marzo 2025     | 28      | 16   | 8      | 4      | [ 6 ] |

## Albo d'oro
Aggiornato all'edizione 2025.

### Uomini
| Anno    | Vincitore                                         | Secondo                  | Terzo                |
| ------- | ------------------------------------------------- | ------------------------ | -------------------- |
| 2021-22 | Rodrigue Kwizera                                  | Nibret Melak             | Aron Kifle           |
| 2022-23 | Rodrigue Kwizera Thierry Ndikumwenayo Yann Schrub | -                        | -                    |
| 2023-24 | Rodrigue Kwizera                                  | Célestin Ndikumana       | Ronald Kwemoi        |
| 2024-25 | Rodrigue Kwizera                                  | Matthew Kipkoech Kipruto | Thierry Ndikumwenayo |

### Donne
| Anno    | Vincitrice              | Seconda                      | Terza                         |
| ------- | ----------------------- | ---------------------------- | ----------------------------- |
| 2021-22 | Rahel Daniel            | Lucy Mawia                   | Beatrice Chebet Likina Amebaw |
| 2022-23 | Rahel Daniel Lucy Mawia | -                            | Isabel Barreiro               |
| 2023-24 | Beatrice Chebet         | Edinah Jebitok Likina Amebaw | -                             |
| 2024-25 | Nadia Battocletti       | Francine Niyomukunzi         | Sheila Jebet                  |